# Houston Oilers 1967
La stagione 1967 degli Houston Oilers è stata la ottava della storia della franchigia nell'American Football League. La squadra tornò a qualificarsi per i playoff per la prima volta dopo cinque stagioni, venendo sconfitta in trasferta dagli Oakland Raiders.

## Calendario
| Stagione regolare |                       |           |
| Turno             | Avversario            | Risultato |
| 1                 | Kansas City Chiefs    | S 20-25   |
| 2                 | at Buffalo Bills      | V 20–3    |
| 3                 | at San Diego Chargers | S 3-13    |
| 4                 | Denver Broncos        | V 10–6    |
| 5                 | at New York Jets      | P 28–28   |
| 6                 | at Kansas City Chiefs | V 24–19   |
| 7                 | Buffalo Bills         | V 10–3    |
| 8                 | at Boston Patriots    | S 7-18    |
| 9                 | at Denver Broncos     | V 20–18   |
| 10                | Boston Patriots       | V 27–6    |
| 11                | Miami Dolphins        | V 17–14   |
| 12                | Oakland Raiders       | S 7-19    |
| 13                | San Diego Chargers    | V 24–17   |
| 14                | at Miami Dolphins     | V 41–10   |

### Playoff
| Playoff    |                    |           |
| Turno      | Avversario         | Risultato |
| Conference | at Oakland Raiders | S 7-40    |

## Classifiche
| AFL Eastern Division | AFL Eastern Division | AFL Eastern Division | AFL Eastern Division | AFL Eastern Division | AFL Eastern Division | AFL Eastern Division | AFL Eastern Division | AFL Eastern Division | AFL Eastern Division |
|                      | V                    | S                    | P                    | %                    | DIV                  | PF                   | PS                   | Str.                 |                      |
| -------------------- | -------------------- | -------------------- | -------------------- | -------------------- | -------------------- | -------------------- | -------------------- | -------------------- | -------------------- |
| Houston Oilers       | 9                    | 4                    | 1                    | .692                 | 5–1–1                | 258                  | 199                  | V2                   |                      |
| New York Jets        | 8                    | 5                    | 1                    | .615                 | 5–1–1                | 371                  | 329                  | V1                   |                      |
| Buffalo Bills        | 4                    | 10                   | 0                    | .286                 | 3–5                  | 237                  | 285                  | S1                   |                      |
| Miami Dolphins       | 4                    | 10                   | 0                    | .286                 | 2–6                  | 219                  | 407                  | S1                   |                      |
| Boston Patriots      | 3                    | 10                   | 1                    | .231                 | 3–5                  | 280                  | 389                  | S5                   |                      |

Nota: I pareggi non venivano conteggiati ai fini della classifica fino al 1972.